# 比爾·科蒂 (美國政治人物)
威廉·弗蘭克·「比爾」·科蒂（英語：William Frank "Bill" Cotty；1946年8月9日—2016年7月23日），是美國的共和黨政治人物和律師，前南卡羅來納州眾議院議員。

## 生平
科蒂生於紐約州水牛城，1969年在厄斯金學院畢業，到1974年在南卡羅來納大學法學院獲得法學學位，後來於南卡羅來納州陸軍國民警衛隊服役，之後在南卡罗来纳州哥伦比亚居住和開展法律事業。
1986年起，科蒂擔任里奇蘭學區董事會成員，也出任過該董事會主席。到1994年，他以共和黨黨籍當選為南卡羅來納州第七十九選區代表議員，2009年不再連任。
2016年7月23日，科蒂因肺癌在南卡罗来纳州哥伦比亚的家中逝世。